# Åtvidabergs Annonsblad
Åtvidabergs Annonsblad var en dagstidningen i Åtvidaberg utgiven från 11 december 1909 till 30 juli 1910. Provnummer kom ut 4 december 1909. 
Fullständig titel för tidningen var Åtvidabergs Annonsblad/ Organ för Åtvidaberg med omnejd. 

## Redaktion och tryckning
Tidníngens politiska tendens var oberoende: Någon politisk åsikt kommer tidningen inte att förfäkta. Redaktionsort var hela tiden Norrköping. Faktor Gottfrid Ohlsson var ansvarig utgivare och troligen också redaktör men det är osäkert. Tidningen var endagars med utgivning på lördagar och bara med 2 sidor. Priset var 2 kronor helåret-
Tryckeriet var Tryckeriföreningen Norrköpings tryckeri i Norrköping som tryckte tidningen bara med svart färg och med antikva som typsnitt. Satsytan var 51 x 36,5 till 9 april 1910, sedan 46 x 30,5 cm till tidningens upphörande.